# 布魯克頓 (緬因州)
布魯克頓（英語：Brookton）是位於美國緬因州華盛頓縣的一個非建制地區。

## 地理
布魯克頓所處的海拔為高於海平面137米（即449英呎），而該地所採用的時區為UTC-5，即北美东部時區（EST）。同時該地設有夏令時間，為UTC-5調快一小時，即UTC-4（EDT）。